# Сибила Елизабет фон Вюртемберг
Сибила Елизабет фон Вюртемберг (на немски: Sibylle Elisabeth von Württemberg, * 10 април 1584 в Мьомпелгард, † 20 януари 1606 в Дрезден) от Дом Вюртемберг е принцеса от Вюртемберг и чрез женитба херцогиня на Саксония.
Тя е дъщеря на херцог Фридрих I фон Вюртемберг (1557–1608) и Сибила фон Анхалт (1564–1614), дъщеря на княз Йоахим Ернст фон Анхалт от династията Аскани.
Първо е запланувана женитба с курфюрст Христиан II от Саксония, но той се жени 1602 г. за принцеса Хедвиг от Дания. На 16 септември 1604 г. Сибила Елизабет се омъжва за по-малкия му брат Йохан Георг I (1585–1656), от рода на Албертинските Ветини, от 1611 г. курфюрст на Саксония.
Сибила Елизабет раздава безплатно лекарства на нуждаещи. Тя умира на 21 години на 20 януари 1606 г. в Дрезден при раждане на мъртвороден син. Погребана е в катедралата на Фрайберг.
Йохан Георг I се жени през 1607 г. за принцеса Магдалена Сибила от Прусия (1587–1659)